# Eddie Clarke
„Fast“ Eddie Clarke, rodným jménem Edward Allan Clarke, (5. října 1950, Twickenham, Spojené království – 10. ledna 2018, Londýn) byl anglický kytarista.
Jako teenager prošel několika kapelami, například The Bitter End. Do roku 1973 hrál lokální vystoupení a právě rokem 1973 se stal členem kapely Zeus, kterou vedl zpěvák Curtis Knight. V roce 1976 se stal členem skupiny Motörhead, s níž vystupoval do roku 1982. S kapelou nahrál pět řadových alb, posledním z nich bylo Iron Fist (1982). Následně založil kapelu Fastway. Své první sólové album nazvané It Ain't Over till It's Over vydal v roce 1994.
Zemřel v 67 letech v nemocnici, kde se léčil se zápalem plic.